# ウォルト・クーン
ウォルト・クーン（英語: Walt Kuhn）ことウォルター・フランシス・クーン（英語: Walter Francis Kuhn, 1877年10月27日 – 1949年7月13日）はアメリカ合衆国の画家である。1913年にヨーロッパの新しい美術をアメリカに紹介したアーモリーショーのプロモーターになった。

## 略歴
ニューヨークの労働者階級に生まれた。絵を描くことは好きであったが自転車の修理店や自転車のプロ・レーサーとして働いていた。15歳の時、絵が雑誌に売れて、絵を勉強することに決めて、1896年にブルックリン工科大学の絵画コースに入学した。1899年にサンフランシスコに移り、サンフランスの風刺雑誌「The Wasp」のイラストレーターとして働いた。24歳になった1901年にヨーロッパで美術を学ぶことに決め、パリに渡り、しばらくアカデミー・コラロッシで学んだ。その後、ミュンヘンに移り、ミュンヘン美術院に入学し、ハインリヒ・フォン・ツューゲルに学んだ。オランダへの写生旅行やヴェネツィアの美術館へ旅して、古典的な作品を学ぶ一方、印象派やポスト印象派の画家たちの作品を初めて目にすることになった。
1903年に帰国し、ニューヨークの新聞のイラストレーターとして働き、1905年にニューヨークの美術クラブ、「サルマガンディ・クラブ(Salmagundi Club)」の展覧会に出展し、イラストレーターとしても画家としても評価された。1905年に一流雑誌「ライフ」にイラストが採用され、1909年から新聞「New York World」に漫画　"Whisk"を2年間にわたって、連載した。ガス・メジャー(Gus Mager1878–1956)やポップ・ハート(Pop Hart:1868–1933)といった多くの漫画家、イラストレーターと友人になった 。
1908年にニュージャージーの美術学校で教えたが、美術教師の仕事は合わずに学期の終わりに辞めて、ニューヨークに戻った。そのころ、結婚し子供が生まれた。「アメリカ画家・彫刻家協会(Association of American Painters and Sculptors)」の会長になるアーサー・ボーウェン・デービスと友人になったのも、この頃である。
1909年にニューヨークで個展を開き、翌年、「アメリカ画家・彫刻家協会」の設立に加わり、この協会がアーモリーショーを主催することになった。クーンは事務局を務め、この展覧会に出展するヨーロッパのアーティストを選定するメンバーの一人となり、1912年にデービスと、美術評論家のウォルター・パックとともにヨーロッパの各地を巡回した。アーモリーショーは、アメリカで美術に関する論争を引き起こし、20万人を超える観客を集めるという成功に対してクーンのプロモートの才能が発揮されたと評価されている。アーモリーショーは、ニューヨークでの開催の後、シカゴ、ボストンでも開かれ、アメリカがモダニズムの美術を受け入れにに大きな貢献をした。
アーモリーショーの後、美術収集家のジョン・クインのアドヴァイザーとしてクインのユニークな現代美術のコレクションの形成に貢献したが、このコレクションは1924年のクインの死の後、売却され散逸した。1925年に重い潰瘍に罹り、長い療養を行って回復した後、アート・スチューデンツ・リーグ・オブ・ニューヨークで講師を務めた。
アメリカにヨーロッパの新しい美術を紹介するのに功績のあったクーンであるが、晩年になるとクーンの作品は時代遅れと評されることになったとされ、1930年代にはピカソなどの新しい美術に否定的になったとされる。
1948年から入院し、1949年に死去した。

## 作品

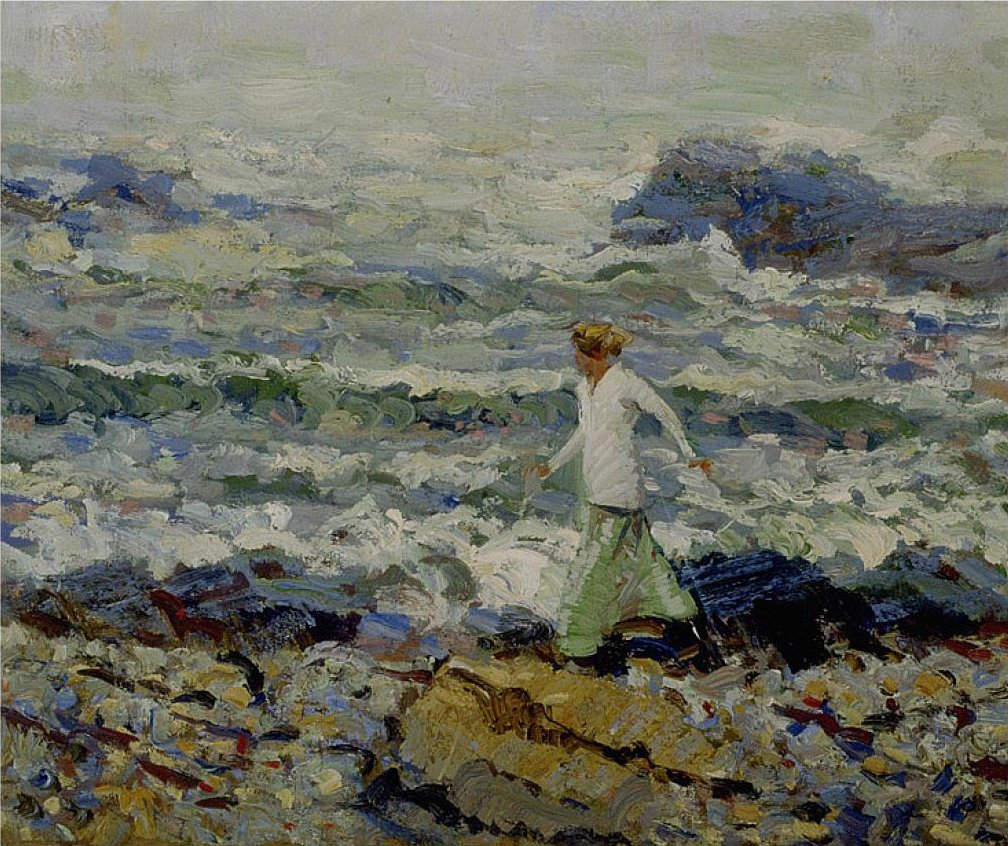
浜辺の散歩 (c.1910)
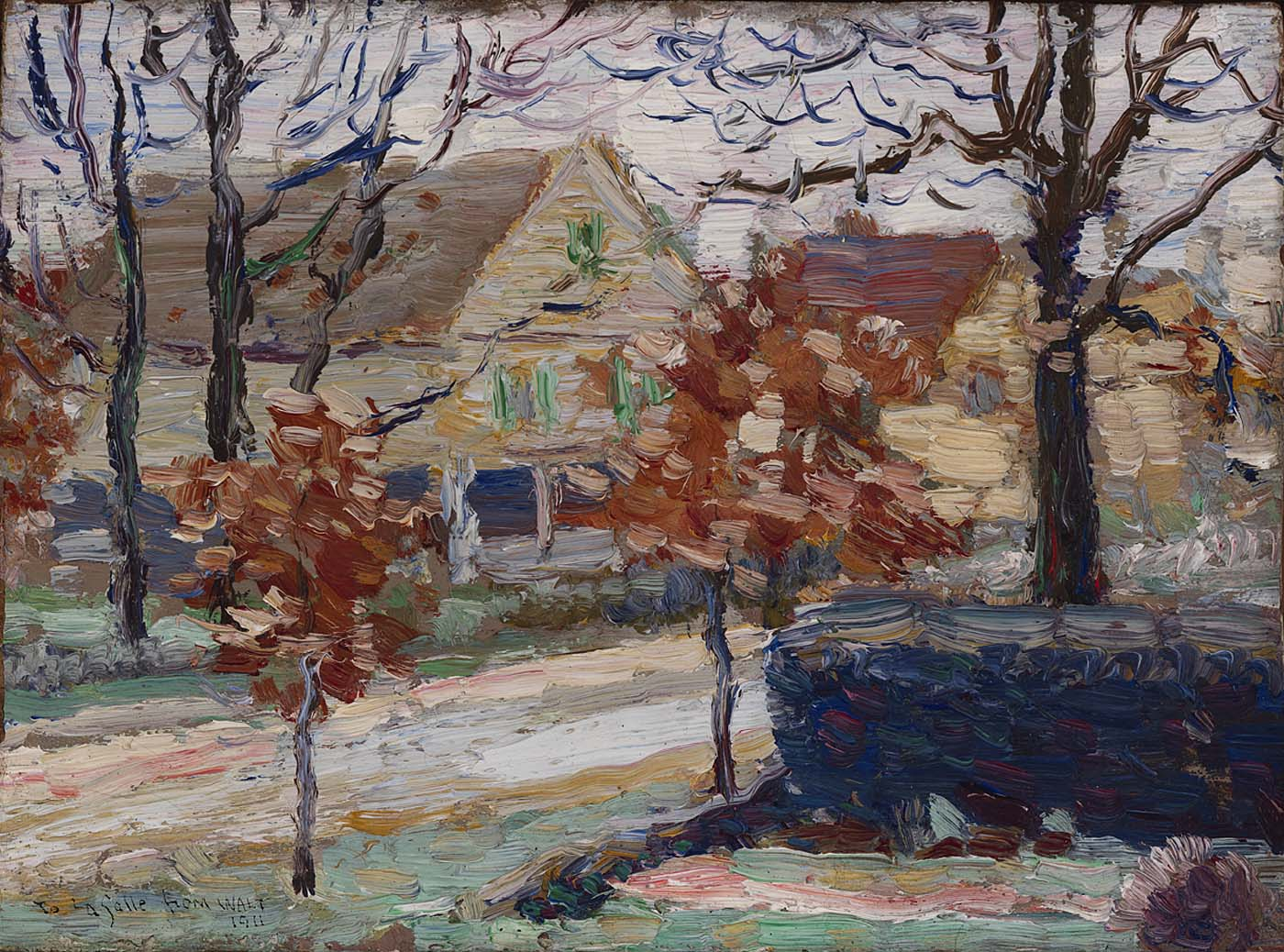
風景画　(1911)
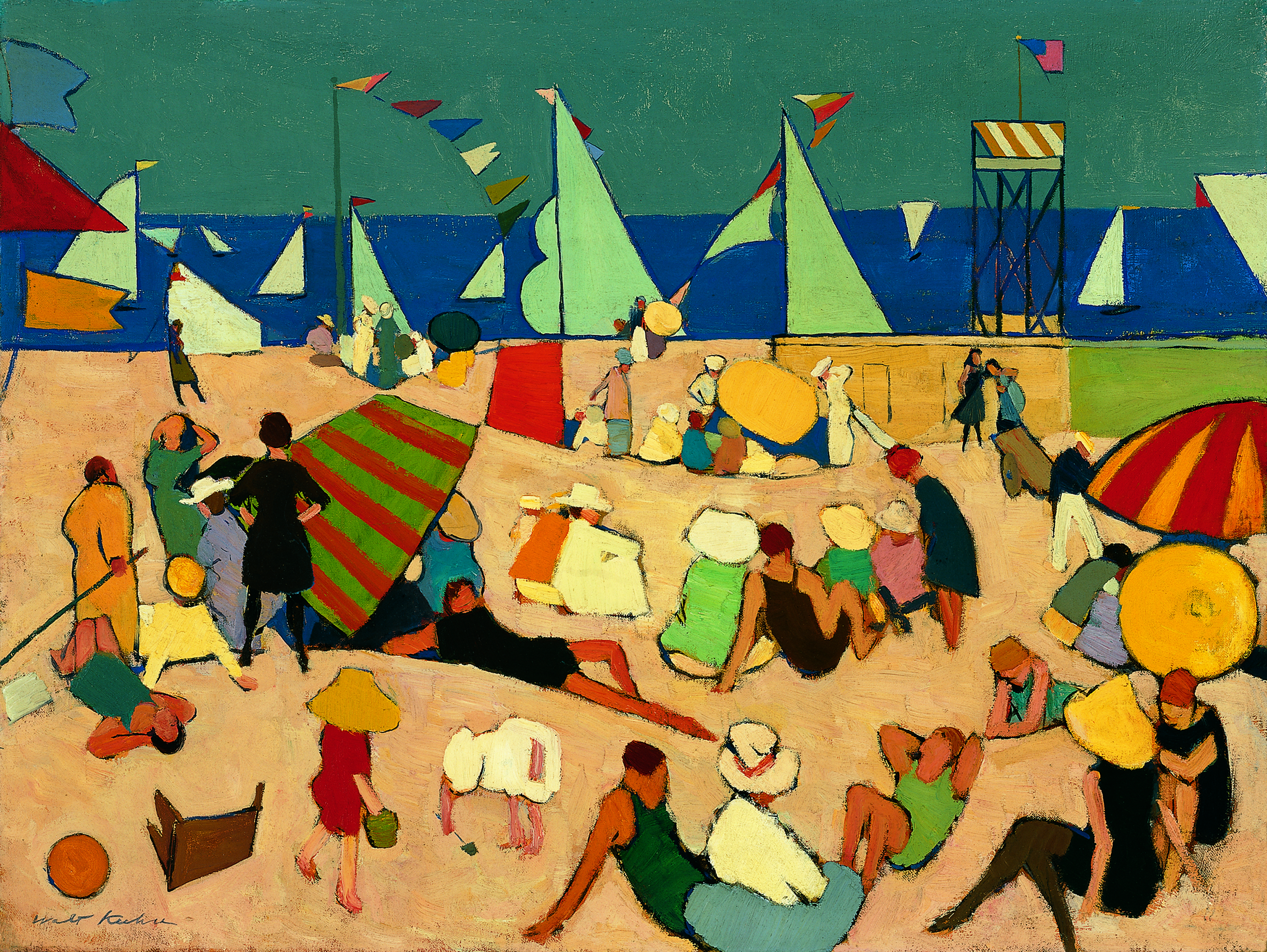
海辺の海水浴客 (1915)

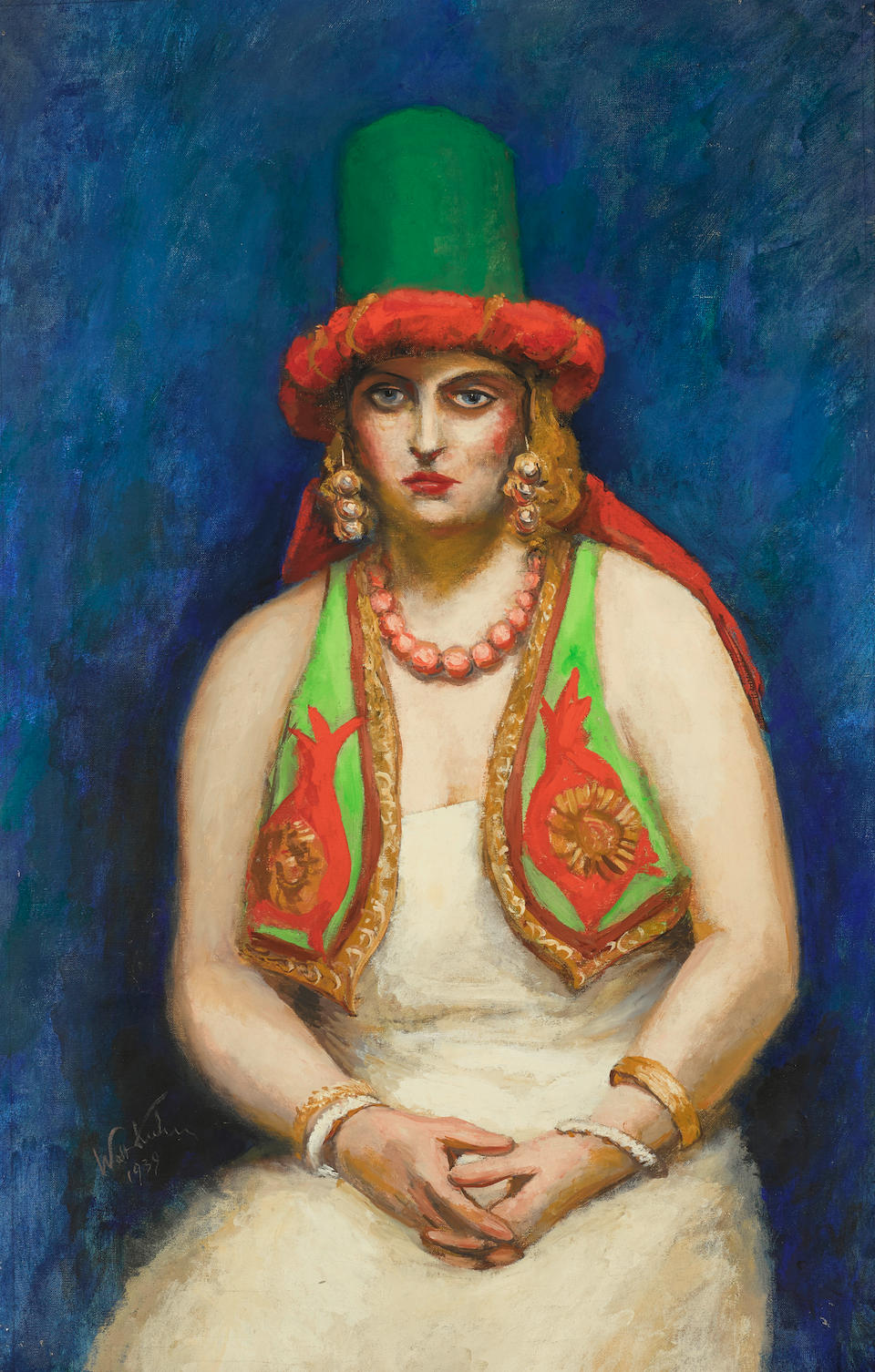
ベストを着た女性
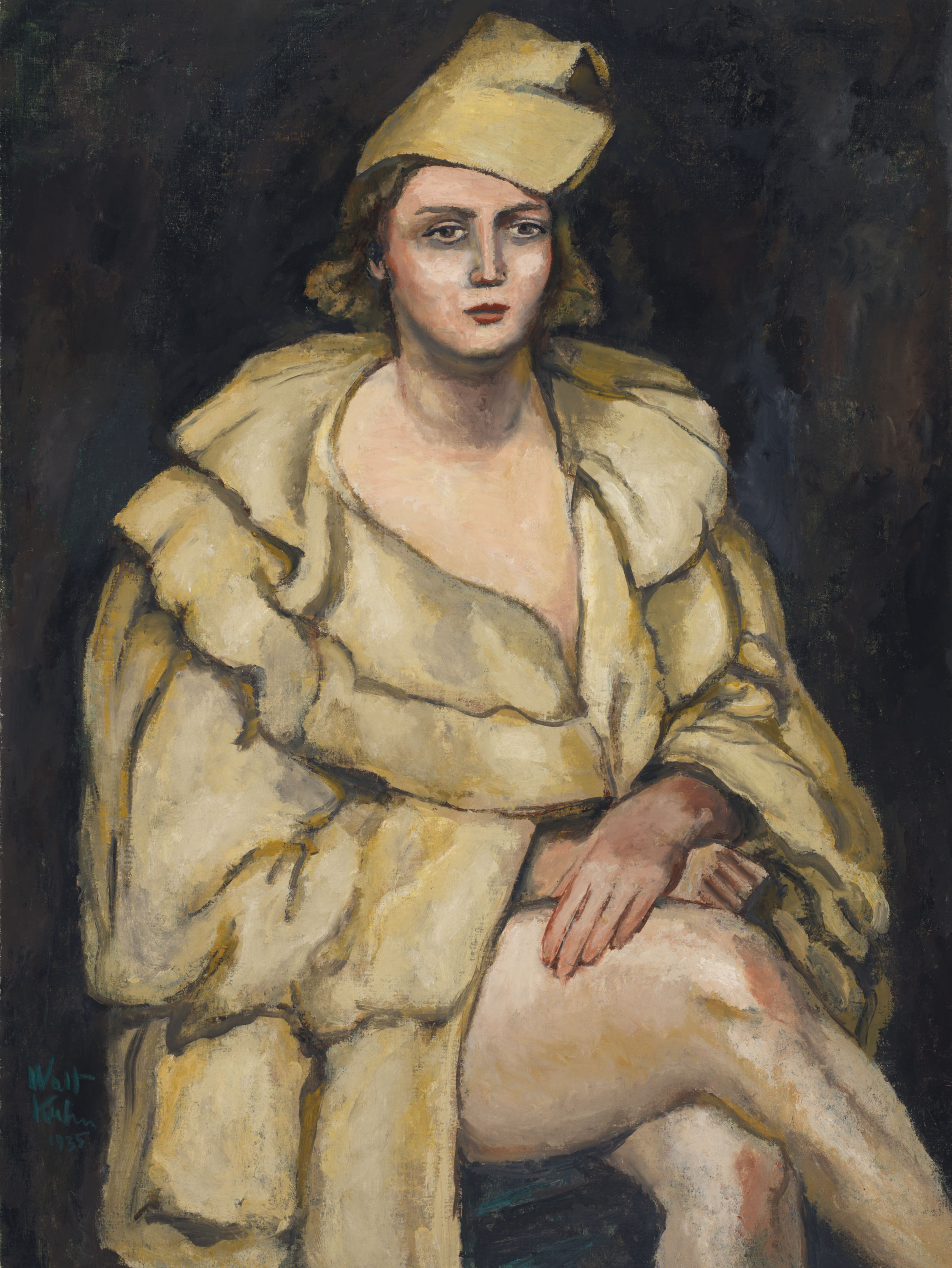
ローブを着た女性 (1935)
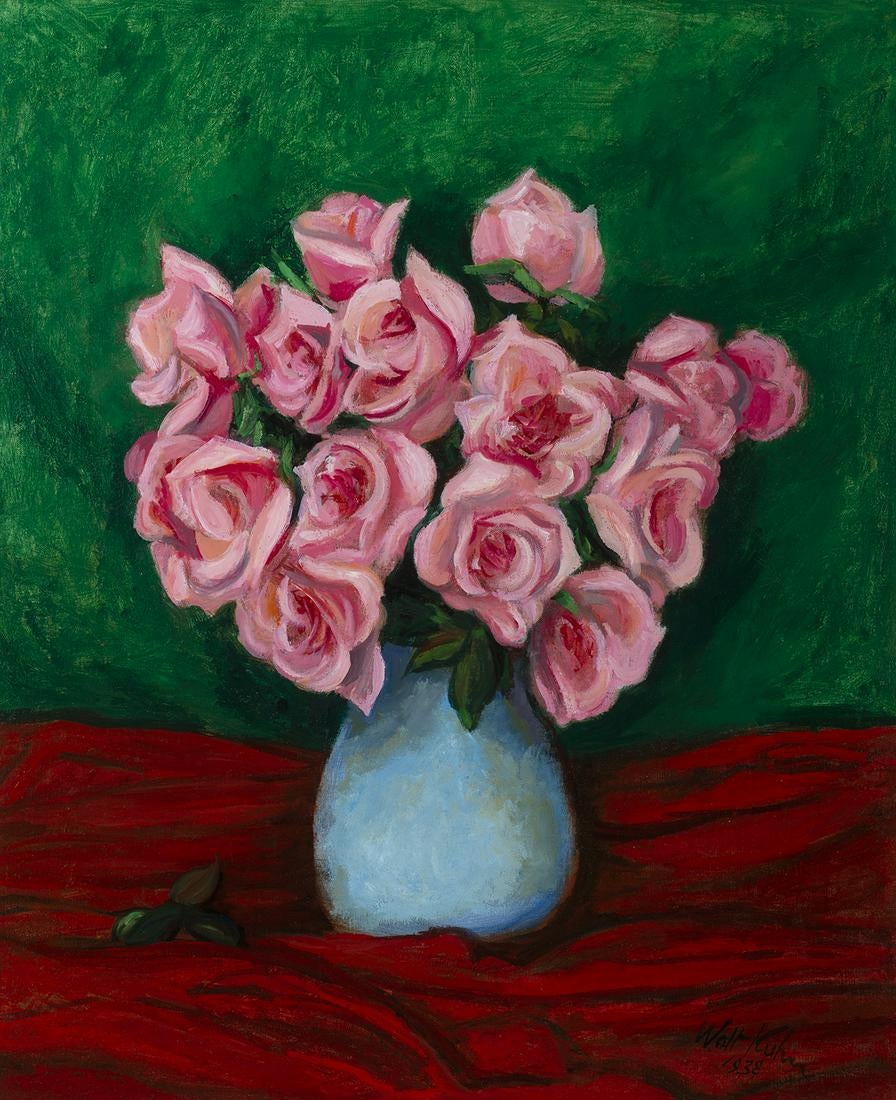
静物画 (1938)
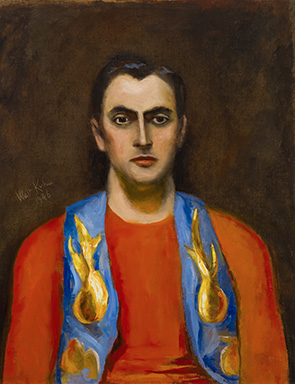
金と青のボレロ(1946)